# جوناثان ياردلي
جوناثان ياردلي (بالإنجليزية: Jonathan Yardley)‏ هو صحفي أمريكي، ولد في 1939.

## وصلات خارجية
- جوناثان ياردلي على موقع IMDb (الإنجليزية)